# لبوئي
لبوئي (بالفارسية: لپوئی) هي مدينة تقع في الجزء الأوسط من مدينة شيراز في محافظة فارس في إيران. يقدر عدد سكانها بـ 4,975 نسمة .